# Dorfkirche Karcheez

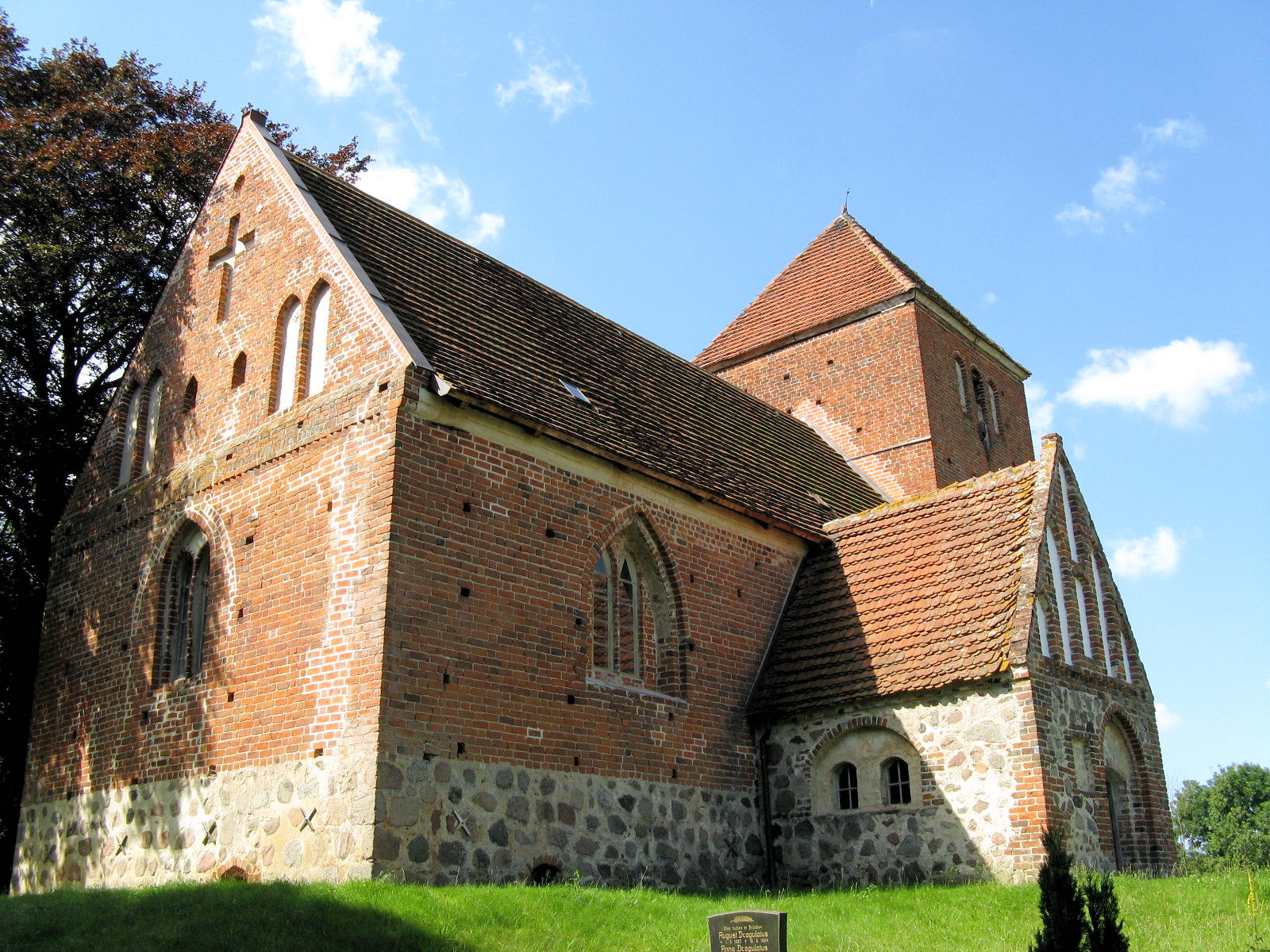
Dorfkirche Karcheez

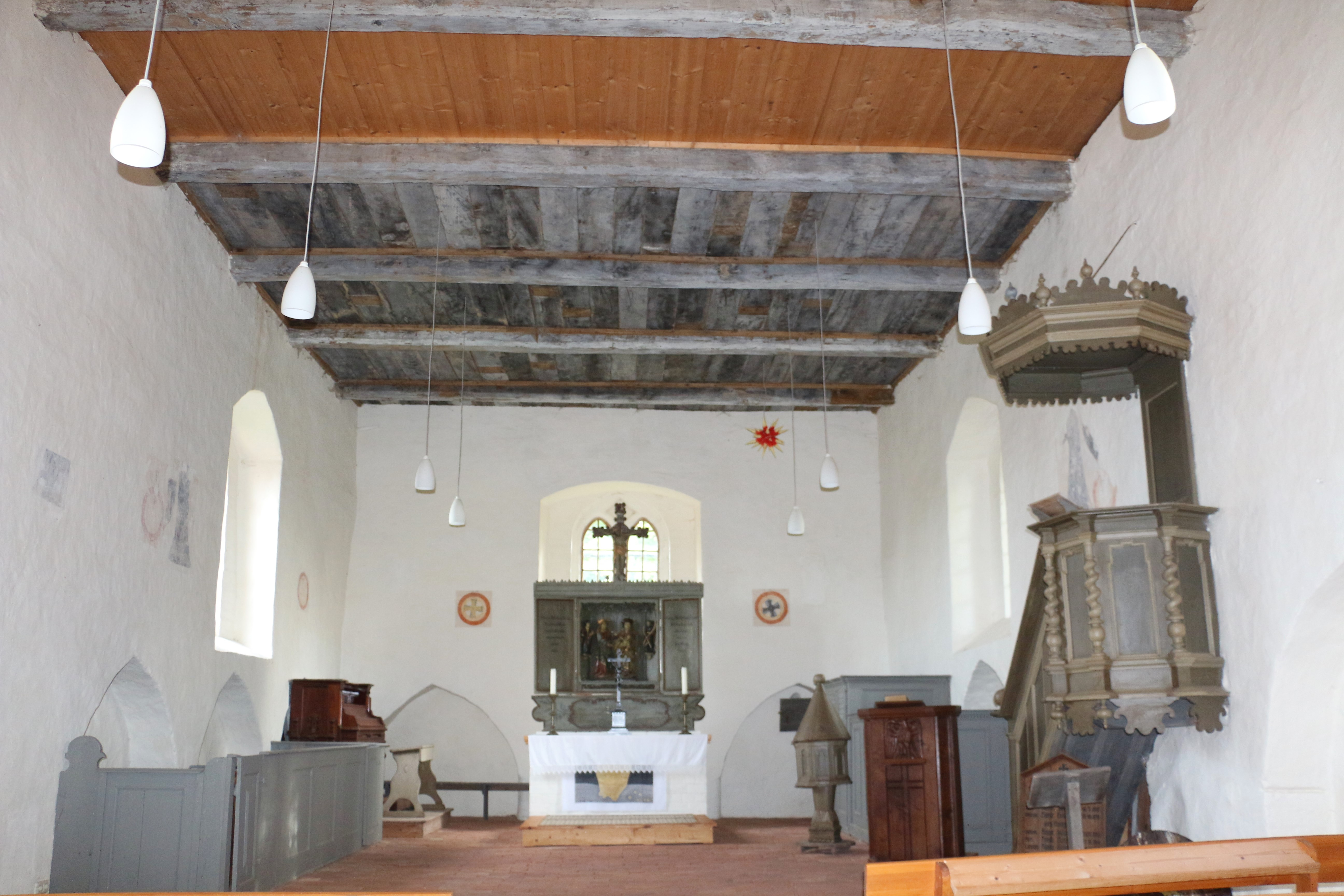
Innenraum

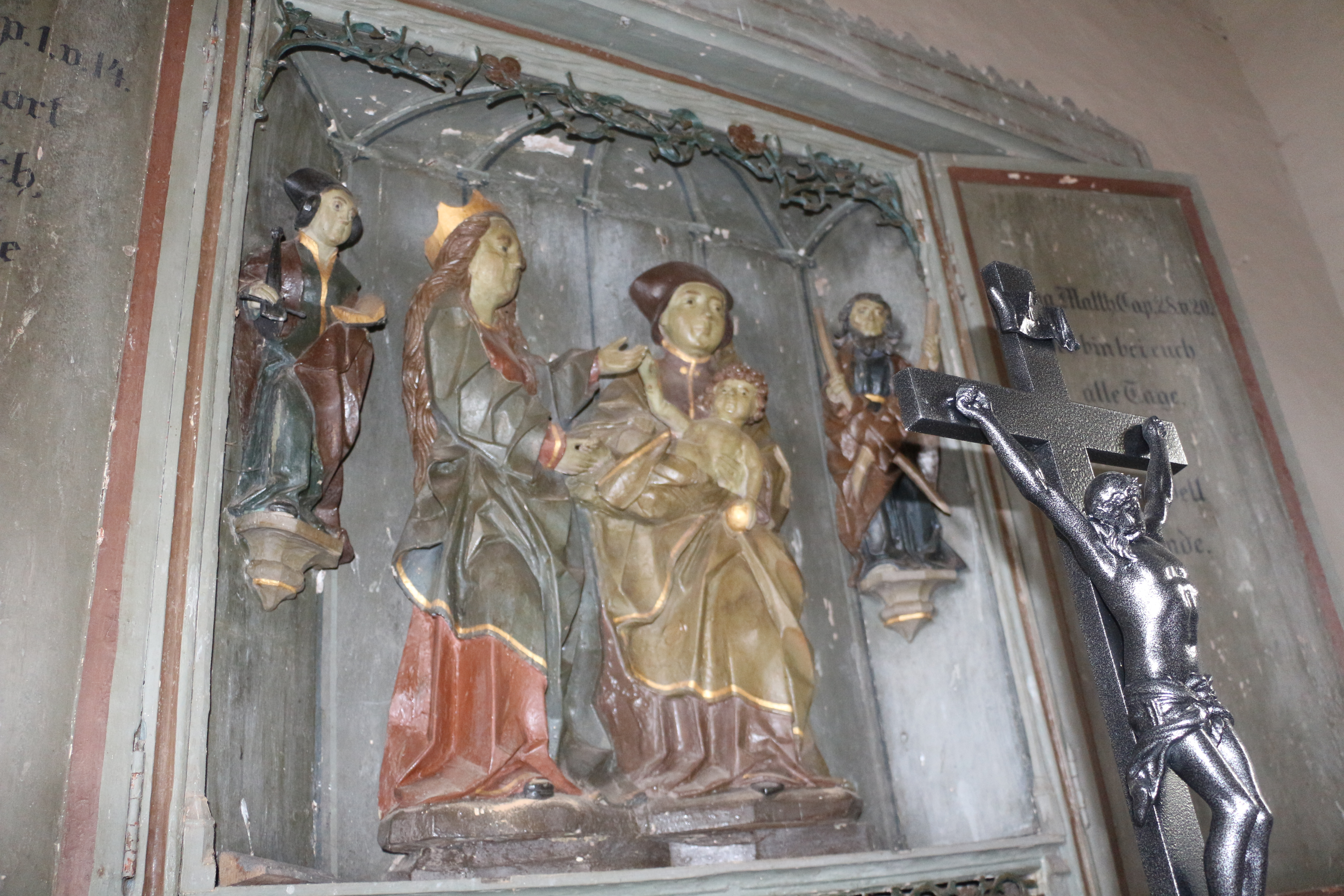
Altar

Die evangelische Dorfkirche Karcheez ist eine gotische Saalkirche im Ortsteil Karcheez von Gülzow-Prüzen im Landkreis Rostock in Mecklenburg-Vorpommern. Sie gehört zur Kirchengemeinde Lohmen im Kirchenkreis Mecklenburg der Evangelisch-Lutherischen Kirche in Norddeutschland (Nordkirche).

## Geschichte und Architektur
Die Kirche ist eine flachgedeckte Saalkirche in Backsteinmauerwerk mit Feldsteinsockel, die dendrochronologisch auf das Jahr 1284 datiert wurde. Im Westen ist ein quadratischer Turm aus Feldstein mit einem Obergeschoss in Backstein aus dem 15. Jahrhundert angebaut. In einer nachträglich angebauten Vorhalle vom Ende des 15. Jahrhunderts im Norden mit Blendengiebel befindet sich ein spitzbogiges Portal mit abgetrepptem Gewände. Die Fensterteilungen und der Ostgiebel wurden vermutlich zu Beginn des 20. Jahrhunderts erneuert.
Im Innern sind Spitzbogennischen umlaufend angeordnet.

## Ausstattung
Auf dem Altar stehen Schnitzfiguren vom Anfang des 16. Jahrhunderts, die vermutlich Anna selbdritt zwischen Katharina und Andreas im erneuerten Schrein darstellen, bekrönt von einem kleinen Kruzifix aus Holz aus dem 15. Jahrhundert. Die schmucklose Kanzel und die Taufe aus Holz stammen vom Beginn des 17. Jahrhunderts.
An den Wänden wurden Reste einer Bemalung freigelegt. Im Grabgewölbe unter dem Altar, das durch Öffnungen im Sockel des Altars eingesehen werden kann, sind Angehörige der Familie Bobzin beigesetzt.
Zwei Glocken im Turm wurden 1861 in Wismar umgegossen.